# Шамаков, Григорий Ильич
Шамаков Григорий Ильич (17 сентября 2000, Москва)- российский спортсмен ( пулевая стрельба), победитель летних юношеских Олимпийских игр 2018 в Буэнос-Айресе, бронзовый призер юниорского чемпионата Мира , чемпион Европы , чемпион России. Мастер спорта России международного класса . выступает за ЦСКА

## Биография
Родился 17 сентября 2000 в городе Москва. С ранних лет начал заниматься стрельбой , в 2017 году вошел в состав сборной команды России по пулевой стрельбе. Тренируется под руководством ЗМС,ЗТР Малухиной Анны Ивановны.
В 2018 году принес сборной России первую золотую медаль на летних Юношеских Олимпийских Играх.

## Спортивные достижения
- победитель летних Юношеских Олимпийских игр 2018
- победитель и бронзовый призер чемпионата Европы (юниоры) 2018 Дьер
- Бронзовый призер Чемпионата Мира (юниоры) Чханвон 2018
- Чемпион России 2019
- победитель и серебряный призер чемпионата  Европы (юниоры)  2019 Болонья
- двукратный бронзовый призер Кубка Мира 2019 Пекин
- Бронзовый призер чемпионата Европы 2020 Вроцлав
- серебряный призер Чемпионата России (2020)
- Бронзовый призер Чемпионата России ( 2020,2022)